# The Twilight Saga: Eclipse
(Tagline del film)
The Twilight Saga: Eclipse è un film del 2010 diretto da David Slade. Sceneggiato da Melissa Rosenberg, è il terzo film tratto dalla serie di Twilight. La pellicola è l'adattamento cinematografico dell'omonimo romanzo del 2007 di Stephenie Meyer e seguito di The Twilight Saga: New Moon del 2009.

## Trama
Bella torna a Forks con Edward dopo la disavventura con i Volturi in Italia. Ora, la ragazza deve scegliere tra continuare la sua amicizia con il licantropo Jacob o smettere di vederlo dato che Edward è estremamente infastidito dal loro rapporto.
Intanto, Victoria, la vampira nomade che faceva parte del clan di James, segue Bella per vendicare la morte del suo compagno, ucciso nel primo film dalla famiglia Cullen. La sua presenza diventa tangibile per Edward e Bella quando, sui giornali locali, appare la notizia di vari efferati delitti compiuti da alcuni sconosciuti nella vicina città di Seattle.
I ragazzi, intanto, si preparano per il diploma, evento che significherà la fine della vita mortale di Bella, dato che Carlisle le aveva promesso che, dopo essersi diplomata, l'avrebbe trasformata in vampiro.
Il continuo intromettersi di Jacob comincia a dare seriamente fastidio ad Edward, che però si rende conto che in sua compagnia Bella è al sicuro da un eventuale attacco da parte di Victoria.
Dato l'imminente ed inevitabile scontro che i Cullen dovranno affrontare con Victoria e con il suo esercito di vampiri neonati, Jasper decide di allenare la sua famiglia e il branco di licantropi Quileute ad affrontare il gruppo di Victoria, dimostrando un’eccellente preparazione nel combattimento dovuta ai suoi trascorsi tempi passati in un altro clan di vampiri.
Il giorno dello scontro arriva e i vampiri e i licantropi si alleano contro il nemico comune proteggendo Bella e studiando una strategia di combattimento.
Il giorno prima dello scontro, Bella, Edward e Jacob si accampano sulla cima di una montagna, lontano dal luogo in cui avverrà la battaglia. Bella, per paura che Edward possa rimanere ucciso, gli chiede di rimanere con lei e il vampiro accetta, anche se è un po' preoccupato al pensiero della sua famiglia nel pieno dello scontro. Con loro resta anche Jacob, che grazie alla sua alta temperatura corporea aiuta Bella a non morire di ipotermia durante la gelida notte.
Jacob, l’indomani, turbato per la scelta di Bella di sposare Edward, decide di raggiungere il resto del gruppo sul campo di battaglia. La ragazza, preoccupata per la sua vita, cerca di convincerlo a restare dandogli la possibilità di baciarla. Nel farlo, si rende conto di amare anche lui oltre Edward, dando a Jacob una speranza.
Intanto, la battaglia con i vampiri neonati si rivela uno scontro molto cruento e, a proteggere Bella, unico vero obiettivo di Victoria, rimangono solo Edward ed il giovane licantropo Seth.
Victoria raggiunge Bella insieme a Riley, il suo nuovo compagno. Durante lo scontro, Riley viene ucciso da Seth, mentre sarà Edward stesso ad uccidere Victoria davanti agli occhi di Bella.
Finito lo scontro, la famiglia Cullen e i licantropi si riuniscono, tuttavia Jacob rimane gravemente ferito a causa di un attacco improvviso di un vampiro sopravvissuto alla battaglia.
Successivamente, Bella va a fare visita a Jacob che, nonostante sia provato a causa delle ferite e della febbre, le dimostra che la aspetterà anche dopo la sua "trasformazione" in vampiro.
Alla fine, Bella ed Edward, seduti in mezzo ad un prato fiorito, decidono di organizzare finalmente il loro matrimonio.

## Personaggi

### I Cullen
- Robert Pattinson è Edward Cullen il vampiro nato nel 1901 fermo all'età di diciassette anni, adottato da Carlisle Cullen insieme ad altri vampiri. Edward ha la facoltà di leggere nelle menti degli altri, tranne in quella di Bella, la persona che ama.
- Peter Facinelli è Carlisle Cullen capofamiglia dei Cullen. Carlisle è medico e abbraccia lo stile di vita da "vegetariani" assieme alla sua famiglia;
- Elizabeth Reaser è Esme Cullen moglie di Carlisle e trasformata in vampiro proprio da suo marito;
- Ashley Greene è Alice Cullen, adottata anche lei dalla famiglia Cullen. Alice prevede il futuro fino a che le decisioni prese non cambiano, in questo caso cambierebbe anche il futuro. È la compagna di vita di Jasper Hale;
- Jackson Rathbone nel ruolo di Jasper Hale, vampiro con il dono di controllare le emozioni. Jasper aiuta la sua famiglia nello scontro con Victoria e i vampiri neonati, addestrandoli a combattere con le tecniche imparate durante la sua vita. Anche lui è stato adottato dai Cullen;
- Nikki Reed è Rosalie Hale, la bellissima vampira creata e adottata da Carlisle dopo averla trovata in fin di vita per uno stupro. È sposata con Emmett Cullen;
- Kellan Lutz è Emmett Cullen, il membro più forte della famiglia. Essendo molto forte, non vede l'ora di combattere contro Victoria e la sua progenie. Anche lui è stato adottato dalla famiglia Cullen.

### Gli umani
- Kristen Stewart è Bella Swan, l'umana innamorata di Edward Cullen. Dopo aver trascorso del tempo con Jacob Black, è in crisi perché si sente legata ad entrambi; sa di amare Edward e di non poter mai fare a meno di lui ma si dispera per l'inquietudine di Jacob.
- Billy Burke è Charlie Swan, padre di Bella e sceriffo di Forks;
- Gil Birmingham è Billy Black, padre di Jacob Black e anziano della tribù dei Quileute;
- Tinsel Korey nel ruolo di Emily Young, la compagna di Sam Uley che ne subisce l'imprinting. Il suo volto è stato sfregiato da un attacco di rabbia incontrollato di Sam.
- Jack Huston è Royce King, il fidanzato di Rosalie Hale che la violentò e la lasciò in fin di vita;
- Christian Serratos è Angela Weber, compagna di scuola e amica di Bella;
- Michael Welch è Mike Newton, compagno di scuola di Bella;
- Anna Kendrick è Jessica Stanley, compagna di scuola e amica di Bella;
- Justin Chon è Eric Yorkie, compagno di scuola di Bella;
- Sarah Clarke è Renée Dwyer, madre di Bella.

### I licantropi
- Taylor Lautner è Jacob Black. Dopo aver frequentato Bella durante l'assenza di Edward, se ne innamora soffrendo molto dal momento che lei gli fa capire chiaramente di amare profondamente Edward, almeno quanto tenga alla loro amicizia.
- Chaske Spencer è Sam Uley; Sam è il capobranco dei licantropi;
- Alex Meraz è Paul, il membro più aggressivo del branco, non contento del fatto che Bella sia a conoscenza del segreto dei licantropi;
- Kiowa Gordon è Embry Call;
- Tyson Houseman nel ruolo di Quil Ateara;
- Bronson Pelletier è Jared il secondo a trasformarsi in licantropo dopo Sam;
- Julia Jones è Leah Clearwater, unico membro femminile del branco di licantropi. È la sorella maggiore di Seth ed è stata la fidanzata di Sam Uley prima che quest'ultimo avesse l'imprinting per Emily Young;
- Boo Boo Stewart è Seth Clearwater, il più giovane del branco, si legherà molto a Jacob Black tanto da abbandonare il vecchio branco per seguirlo.

### Membri della guardia dei Volturi
- Dakota Fanning nel ruolo di Jane. Possiede capacità mentali molto potenti causando alle sue vittime l'illusione di un atroce dolore con la forza del pensiero. Viene mandata a controllare le sorti della battaglia dai Volturi e decide alla fine di uccidere i vampiri neonati superstiti;
- Daniel Cudmore nel ruolo di Felix, un vampiro particolarmente forte;
- Charlie Bewley nel ruolo di Demetri. È un segugio come lo era James ma la sua peculiarità è non seguire la scia dell'odore della vittima ma la scia dei suoi pensieri;
- Cameron Bright nel ruolo di Alec. Fratello di Jane, possiede la capacità di inibire i sensi di più persone.

### Il clan di Victoria e altri nomadi
- Bryce Dallas Howard nel ruolo di Victoria; è intenzionata a vendicare l'uccisione del suo compagno James da parte di Edward dando la caccia a Bella. Ha un incredibile istinto per la fuga ma segue costantemente la ragazza in attesa di trovarla senza protezione e di ucciderla.
- Xavier Samuel è Riley, il nuovo compagno di Victoria. Riley si lascia influenzare dalle parole di Edward e viene ucciso da Seth Clearwater che approfitta della sua esitazione;
- Jodelle Ferland è Bree, una vampira di 15 anni trasformata da poco tempo da Victoria. Dopo la morte di Victoria, viene catturata e Carlisle chiede di vedersela affidare per insegnarle a vivere come loro ma Jane, mandata dai Volturi per vedere la sorte dei Cullen, decide di ucciderla;
- Catalina Sandino Moreno è Maria, la vampira che trasformò Jasper Hale nel 1863.
- Kirsten Prout è Lucy, una delle vampire compagne di Maria quando quest'ultima ha incontrato Jasper.

## Produzione
La produzione del film è come per i precedenti, affidata alla Summit Entertainment e le riprese si sono svolte presso i Vancouver Film Studios tra il 17 agosto e il 31 ottobre 2009. L'uscita nelle sale italiane è avvenuta il 30 giugno 2010 in contemporanea con le sale americane.
La casa di produzione ha annunciato sul sito ufficiale che il film sarebbe stato pubblicato in formato IMAX nei cinema abilitati. Questo tipo di proiezione permette allo spettatore di avere un arco visivo molto ampio coinvolgendolo in maniera più realistica nella visione del film. La pellicola è stata girata con telecamere tradizionali ma è stata rimasterizzata in formato panoramico nella post produzione.

### Regia
La regia del terzo capitolo della serie di Twilight venne affidata al regista di origine britannica David Slade che nel 2007 ha diretto il film dell'orrore 30 giorni di buio. Chris Weitz, regista del secondo capitolo della saga The Twilight Saga: New Moon era stato preso inizialmente in considerazione per dirigere anche questa pellicola ma la data di uscita di The Twilight Saga: Eclipse nelle sale (30 giugno 2010) e la post-produzione di New Moon (uscito in Italia il 18 novembre 2009) risultano avere distanze troppo brevi e il regista ha così rinunciato all'incarico.
Prima dell'ingaggio di Slade, per il terzo adattamento dei romanzi della saga, erano stati fatti i nomi di diversi registi di fama mondiale tra i quali Juan Antonio Bayona che ha diretto il film dell'orrore del 2007 The Orphanage; James Mangold (Ragazze interrotte, 1999; Cop Land, 1997; Quel treno per Yuma, 2007) e Drew Barrymore.
Il regista ha dichiarato che The Twilight Saga: Eclipse sarà più tenebroso rispetto ai precedenti:
(David Slade in un'intervista rilasciata riguardo The Twilight Saga: Eclipse)

### Sceneggiatura
La sceneggiatura di The Twilight Saga: Eclipse è stata affidata nuovamente a Melissa Rosenberg, già autrice dei capitoli precedenti di Twilight e The Twilight Saga: New Moon. In questa terza pellicola della saga, saranno introdotti alcuni personaggi che nei libri precedenti avevano poco spazio ma che nell'omonimo romanzo hanno ruoli molto più in evidenza come Seth e Leah Clearwater; si prevedono anche alcuni flashback della vita di Rosalie e Jasper Hale e in questa parte della pellicola verranno introdotti alcuni personaggi nuovi come il fidanzato di Rosalie, Royce King che picchiò e causò quasi la morte della ragazza mentre il flashback che riguarda Jasper invece prevede l'inserimento di Maria, la vampira nomade che nel 1863 trasformò anche il giovane in un vampiro.

### Cast
Nell'omonimo romanzo appaiono diversi nuovi personaggi che affiancano la famiglia Cullen e il clan dei licantropi nonché altri vampiri nemici. Tra questi il vampiro neonato Riley, nuovo compagno di Victoria e i giovani licantropi Seth Clearwater e la sorella Leah. Per il ruolo di Riley è stato scelto l'attore di origine australiana Xavier Samuel, giovane interprete di alcune rappresentazioni teatrali e apparso in un episodio della serie TV australiana Le sorelle McLeod.

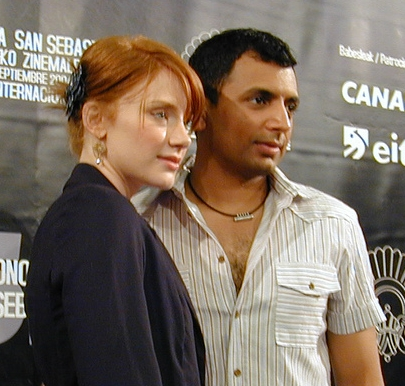
Bryce Dallas Howard insieme al regista di origine indiana M. Night Shyamalan

La sceneggiatrice del film, Melissa Rosenberg aveva espresso il desiderio di vedere nel ruolo di Riley l'attore statunitense Channing Tatum, protagonista di Step Up del 2006 e interprete di G.I. Joe - La nascita dei Cobra film del 2009. La Rosenberg aveva dichiarato per quanto riguarda Tatum:

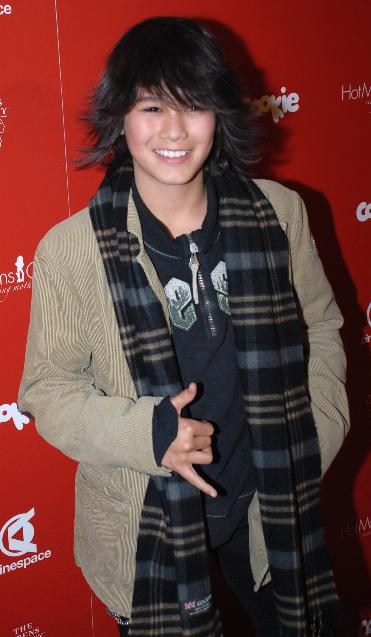
Boo Boo Stewart - Seth Clearwater

Per il ruolo di Riley si era fatto anche il nome di Tom Felton, l'attore che interpreta Draco Malfoy nella saga di Harry Potter ma il ruolo alla fine è stato assegnato a Samuel.

Per il ruolo di Leah Clearwater è stata scelta l'attrice e modella americana Julia Jones, vista nel cast di E.R. - Medici in prima linea (episodi stagione 2008). Per il ruolo era stata presa in considerazione anche Q'orianka Kilcher, attrice statunitense di origine indio-peruviana vista nel ruolo di Pocahontas nel film del 2005 The New World - Il nuovo mondo.

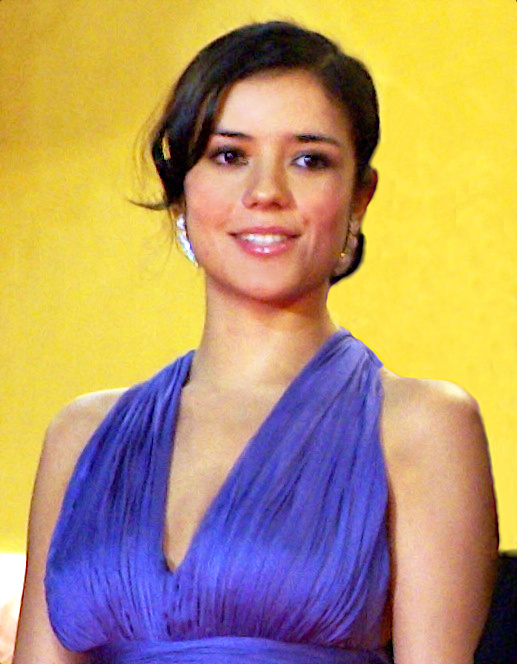
Catalina Sandino Moreno - Maria

Il personaggio di Seth Clearwater è stato affidato a Boo Boo Stewart, cantante e ballerino statunitense, leader del gruppo T-Squad. Il giovane artista ha all'attivo il tour musicale Best of Both Worlds Concert con Hannah Montana e come attore ha preso parte ad alcune serie TV come E.R. - Medici in prima linea e Everybody Hates Chris.
Il ruolo di Victoria, ricoperto in Twilight da Rachelle Lefèvre, è stato affidato all'attrice statunitense Bryce Dallas Howard, interprete prediletta di M. Night Shyamalan e protagonista di film come The Village del 2004 accanto a Joaquin Phoenix e nel ruolo di Kate Connor accanto a Christian Bale nel film del 2009 Terminator Salvation.
La sostituzione della Lefèvre era stata descritta dalla Summit come una scelta dovuta all'accavallarsi dell'inizio delle riprese con un altro film in produzione nello stesso periodo. L'attrice ha dichiarato sul suo sito ufficiale che la decisione della casa di produzione è stata presa per l'accavallarsi dell'inizio delle riprese di Barney's Version, film che la vede accanto a Dustin Hoffman che l'avrebbero tenuta lontana dal set di The Twilight Saga: Eclipse per soli 10 giorni, confidando sul fatto che il suo ruolo le sarebbe stato riassegnato. La Lefevre infatti ha ribadito che dopo il contratto con la Summit, si è impegnata a prendere parte ad altri film che comportavano brevi riprese da parte sua e i dieci giorni necessari sarebbero stati comunque esigui. La casa di produzione ha deciso lo stesso di sostituirla, nonostante il poco tempo che la Lefevre avrebbe perso per l'altra pellicola.
(Erik Feig - Presidente della Summit Entertainment Worldwide Production)
Catherine Hardwicke regista di Twilight, dopo aver saputo dell'ingaggio di Bryce Dallas Howard nel ruolo di Victoria ha dichiarato che anche lei l'aveva presa in considerazione per ricoprire quel ruolo ma che l'apparizione del personaggio nel film era di breve durata per affidarla alla Howard.
Il ruolo di Royce King, fidanzato di Rosalie Hale che ne causò quasi la morte, è stato affidato all'attore Jack Huston, attore di origine britannica nipote del Premio Oscar Anjelica Huston, visto accanto a James Caviezel nel film Outlander - L'ultimo vichingo del 2009.
Il ruolo di Maria è stato affidato all'attrice di origine colombiana Catalina Sandino Moreno, che nel 2005 ha ottenuto una nomination ai Premi Oscar come Miglior Attrice per il film drammatico Maria Full of Grace.
Come per gli episodi precedenti di Twilight e di The Twilight Saga: New Moon, gli attori principali Kristen Stewart, Robert Pattinson e Taylor Lautner ricoprono i loro ruoli dopo aver firmato preventivamente un contratto di presenza per l'intera saga. La Stewart ha cominciato a lavorare ad The Twilight Saga: Eclipse dopo aver finito le riprese del film che la vede protagonista nel ruolo di Joan Jett, The Runaways mentre Pattinson ha ricoperto il ruolo di Edward Cullen dopo la fine delle riprese di Remember Me.
Nel cast anche la giovane attrice canadese Jodelle Ferland, vista nel film dell'orrore Silent Hill del 2006 nel ruolo della piccola Alessa Gillespie. L'attrice interpreta il ruolo di Bree, una delle vampire neonate create da Victoria e uccise dopo la sconfitta.

### Riprese
Le riprese del film sono state effettuate in Canada e precisamente ai Vancouver Film Studios, nella Columbia Britannica.

## Colonna sonora
Come per i precedenti due film della saga di Twilight, il gruppo britannico Muse ha annunciato sul sito ufficiale che parteciperanno alla colonna sonora del film con una canzone inedita intitolata Neutron Star Collision (Love Is Forever). Il singolo è stato pubblicato ufficialmente il 17 maggio 2010.
La colonna sonora del film è stata composta da Howard Shore, già autore di varie colonne sonore orchestrali tra le quali quelle della trilogia de Il Signore degli Anelli e Il silenzio degli innocenti e come per i precedenti capitoli della saga, si alterneranno brani di vari musicisti tra i quali i Vampire Weekend, Beck in coppia con Bat for Lashes e Florence and the Machine
Di seguito, le tracce contenute nella colonna sonora ufficiale della pellicola:
1. Metric – Eclipse (All Yours)
2. Muse – Neutron Star Collision (Love Is Forever)
3. The Bravery – Ours
4. Florence and the Machine – Heavy in Your Arms
5. Sia – My Love
6. Fanfarlo – Atlas
7. The Black Keys – Chop and Change
8. The Dead Weather – Rolling in on a Burning Tire
9. Beck e Bat for Lashes – Let's Get Lost
10. Vampire Weekend – Jonathan Low
11. UNKLE e The Black Angels – With You in My Head
12. Eastern Conference Champions – A Million Miles an Hour
13. Band of Horses – Life on Earth
14. Cee-Lo Green – What Part of Forever
15. Howard Shore – Jacob's Theme

## Accoglienza

### Incassi
Eclipse ha esordito negli USA ed in gran parte del mondo, tra cui anche l'Italia, il 30 giugno 2010. Nei soli Stati Uniti d'America il film ha stabilito diversi record:
- Miglior proiezione di anteprima a mezzanotte (30000000 $);
- Miglior apertura di mercoledì (68533840 $);
- Film più distribuito nelle sale cinematografiche (4 468).

Sempre negli USA inoltre al secondo posto come Miglior esordio di sempre, dietro a The Twilight Saga: New Moon. In Italia il film ha aperto incassando quasi 2,5 milioni di dollari.

### Critica

#### Negli Stati Uniti
Negli Stati Uniti il voto globale degli utenti di Internet Movie Database si attesta su 4/10. Il sito Rotten Tomatoes da un voto di 5,4/10, con il 49% delle recensioni positive.
La pellicola riceve numerose nomination ai Razzie Awards, vincendone uno:
- Peggior film;
- Peggior attore protagonista per Robert Pattinson;
- Peggior attore protagonista per Taylor Lautner;
- Peggior attrice protagonista per Kristen Stewart;
- Vinto Peggior attore non protagonista per Jackson Rathbone;
- Peggior coppia sullo schermo per Robert Pattinson, Taylor Lautner e Kristen Stewart;
- Peggior regista per David Slade;
- Peggior sceneggiatura per Melissa Rosenberg e Stephenie Meyer;
- Peggior prequel, remake, rip-off o sequel.

#### In Italia
Il film ha ricevuto critiche negative da molti critici cinematografici in Italia, come i due capitoli precedenti.
Il dizionario Morandini dà alla pellicola 2 stelle su 5, recensendo così: "Cinematograficamente è trash. Dialoghi in bilico sul comico involontario.".

## Riconoscimenti
2010 Scream Awards:
- Best Fantasy Film
- Best Fantasy Actress (Kristen Stewart)
- Best Fantasy Actor (Robert Pattinson)

2011 People's Choice Awards
- Favorite Movie
- Favorite Movie Actress (Kristen Stewart)
- Favorite Drama Movie
- Favorite On Screen Team (Robert Pattinson, Kristen Stewart e Taylor Lautner)

2011 MTV Movie Awards:
- Miglior film
- Migliore performance maschile (Robert Pattinson)
- Miglior performance femminile (Kristen Stewart)
- Miglior bacio (Kristen Stewart e Robert Pattinson)
- Miglior combattimento (Robert Pattinson contro Bryce Dallas Howard e Xavier Samuel)

## Sequel
Stephenie Meyer, autrice della saga, ha dichiarato il suo scetticismo nel riuscire a contenere l'intero ultimo romanzo in un unico film, dato che Breaking Dawn è il libro più lungo dell'intera saga. L'attore Boo Boo Stewart che interpreta Seth Clearwater nel 2008 rilasciò un'intervista al programma televisivo americano Access Hollywood in cui dichiarava di essere stato ingaggiato per 3 film della saga; dopo questa dichiarazione si è resa probabile l'intenzione di dividere l'ultimo capitolo in due film, come già è avvenuto per Harry Potter e i Doni della Morte - Parte 1.
La Summit Entertainment ha infine dichiarato che l'ultimo capitolo della saga verrà diviso in due parti. La prima parte si intitola The Twilight Saga: Breaking Dawn - Parte 1  ed è uscita in Italia il 16 novembre 2011. La seconda parte della storia, realizzata nel corso del 2011, si intitola The Twilight Saga: Breaking Dawn - Parte 2.
Entrambe le pellicole sono dirette da Bill Condon che nel 1999 vinse il premio oscar per la sceneggiatura non originale di Demoni e dei.